# São Miguel do Araguaia
São Miguel do Araguaia es un municipio brasilero del estado de Goiás.

## Historia
La región en la que se fundó la ciudad de São Miguel do Araguaia comenzó a poblarse en 1952, con la llegada de José Pereira do Nascimento, Lonzorick Belén y Ovidio Martins de Souza, que quiere desarrollar proyectos agrícolas. En el momento la ciudad fue llamada por el viajero "Arreglo de la línea a seguir", porque era allí el final del camino todavía.
Fundador de mérito de la ciudad se le dio a José Pereira Nascimento que era bien conocido por la práctica de la curación por la fe y rituales espiritistas. La primera casas de adobe y adobe y barro fueron construidos por personas que vinieron en busca de la cura para los males del cuerpo y el espíritu en las costas de San Miguel Arroyo (Arroyo de escala), un nombre que va oficialmente el nombre a la ciudad.
Las fértiles tierras bañadas por el río Araguaia atrajeron colonos de diversas partes del país, principalmente de Minas Gerais, lo que lleva al Estado a destinar la tierra, incluso sin los propietarios de la región. Esto se ha traducido en el aumento de la producción agrícola y el desarrollo acelerado de la región. Sólo el 14 de noviembre de 1958, por la ley estatal n.º 2137, la ciudad fue reconocida por el Estado como un municipio y el nombre oficial de São Miguel do Araguaia. El nombre fue elegido en honor a San Miguel Arcángel, y que incorpora el nombre del río Araguaia por su proximidad. El mayor crecimiento de la ciudad tuvo lugar entre 1960-1963, cuando miles de pobladores de diversas regiones llegaron a la ciudad, rompiendo bosque, formando extensos campos y pastos, y por un corto período de tiempo, la ciudad fue conocida como el arroz en la capital del estado.
Cortar las carreteras BR 080, GO-164 y GO-244, la ciudad de São Miguel do Araguaia se encuentra 483 kilómetros de Goiania, capital del estado ya 50 km de Luiz Alves do Araguaia (río Araguaia)
La BR 080, anteriormente GO 244 en el tramo que conecta São Miguel do Araguaia a la aldea de Luiz Alves, se convirtió en parte de la BR 080. En 2009, este nuevo tramo beneficiado de la pavimentación asfatica.
Situado a orillas del río Araguaia, a través del puerto de Luiz Alves, con hermosos y únicos paisajes naturales y magníficas playas fluviales, São Miguel do Araguaia es el punto de acceso a la isla de Bananal, la mayor isla fluvial del mundo. Miguel Araguaia viven de la agricultura, la ganadería, el turismo y el comercio.
El municipio de São Miguel do Araguaia oferece a través de los cursos universitarios de la Universidad Estatal de Goiás em Educación básica y Letras.
En la Plaza Ovídio Martins es la plaza principal de São Miguel do Araguaia, también llamada la Plaza Central de la ciudad. La plaza fue nombrado en honor de uno de los tres principales pioneros de la ciudad: Ovidio Martins de Souza. En la Plaza Ovídio Martins se encuentra entre la Avenida José Pereira do Nascimento y Avenida Goiás, y entre las ruas cuatro y cinco en el Sector Central. En la plaza ocurrir eventos artísticos y culturales, como Cultuarte, Reunión de las Culturas, donde se exponen artesanías, comida típica y música regional.